# ディス・イズ・ラヴ
ディス・イズ・ラヴ（This Is Love）は、ジョージ・ハリスンの楽曲。

## 概要
1987年に発売されたアルバム『クラウド・ナイン』からの第3弾リカット・シングル。シングルは1988年6月13日に発売され、全英シングルチャートで最高位55位を記録した。
ジョージ・ハリスンとジェフ・リンの共作曲であり、ジェフが用意したメロディの断片を元に、ジョージが曲を組み立てるという方法で作曲された。
ヨーロッパでは、アルバム『想いは果てなく〜母なるイングランド』（1981年）収録曲をカップリング曲として追加した12インチ・シングルやCDシングルも発売された。後に、トラヴェリング・ウィルベリーズのファースト・シングルとして発表される「ハンドル・ウィズ・ケア」は、元々は本作の12インチ・シングルに収録される予定だった。

## シングル収録曲
1. ディス・イズ・ラヴ - This Is Love
2. ブレス・アウェイ・フロム・ヘヴン - Breath Away From Heaven
3. 過ぎ去りし日々 - All Those Years Ago
  - 12インチ・シングル、CDシングルのみ収録
4. ホンコン・ブルース - Hong Kong Blues
  - CDシングルのみ収録